# 프리츠 펄스

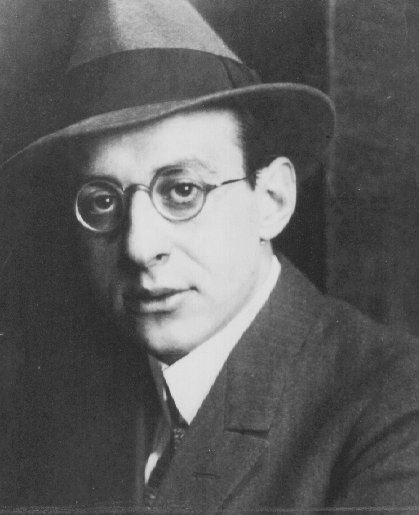

프리츠 펄스(Fritz Perls)로 더 잘 알려진 프레드릭 살로몬 펄스(Friedrich (Frederick) Salomon Perls ,1893년 7월 8일 – 1970년 3월 14일)는 독일 태생의 정신과 의사, 정신 분석가 및 심리 치료사였다. 프리츠 펄스는 1940년대와 1950년대에 아내 라우라 펄스(Laura Perls)와 함께 개발한 정신 요법의 형태를 식별하기 위해 '게슈탈트 요법'이라는 용어를 만들었다. 펄스(Perls)는 1964년에 에살렌 연구소(Esalen Institute)와 연결되어 1969년까지 그곳에서 생활했다.

## 게슈탈트 요법
게슈탈트 치료 과정의 핵심은 '현재 순간'(the present moment)의 감각, 지각(perception), 신체 상태, 감정 및 행동에 대한 인식을 향상시키는 것이다. 자아(self), 환경(environment)및 타자(他者) 간의 접촉(contact)과 함께하는 관계가 강조된다.

## 나는 나의 정의를 실현한다. 너는 너의 정의를 실현해라
펄스(Perls)는 종종 '게슈탈트 기도문'(Gestalt prayer)으로 묘사되는 인용문에 대해 심리 치료 영역 밖에서 널리 인용되었다.
I do my thing and you do your thing. 

I am not in this world to live up to your expectations,

and you are not in this world to live up to mine.

You are you, and I am I,

and if by chance we find each other, it's beautiful.

If not, it can't be helped.

— Fritz Perls, Gestalt Therapy Verbatim 1969
나는 내 일을 하고 당신은 당신의 일을 합니다.

나는 당신의 기대에 부응하기 위해 이 세상에 있지 않습니다.

그리고 당신은 내 삶을 살기 위해 이 세상에 있지 않습니다.

당신은 당신이고 나는 나입니다.

이렇게 우연히 만난다는것은 아름다운 일입니다.

그러나 그렇지 않다면 그또한 어쩔 수 없습니다.

— 프리츠 펄스, 게슈탈트 요법의 기록(Gestalt Therapy Verbatim) 1969

## 같이 보기
- 인간중심주의
- 게슈탈트 심리학